# Friedrich Wilhelm Murnau
Friedrich Wilhelm Murnau, pseudonimo di Friedrich Wilhelm Plumpe (Bielefeld, 28 dicembre 1888 – Santa Barbara, 11 marzo 1931), è stato un regista e sceneggiatore tedesco, noto talvolta con l'ulteriore pseudonimo di Murglie.
Murnau fu tra i massimi esponenti dell'Espressionismo e del Kammerspiel, che si svilupparono in Germania negli anni venti. Solo pochi tra i suoi film sono stati conservati e sono oggi reperibili; gli altri sono andati perduti. Le pellicole sopravvissute sono considerate da critici e studiosi di storia del cinema come capolavori assoluti.

## Biografia

### Infanzia e gioventù
Nato in una famiglia benestante di origine svedese, da un padre commerciante di telerie e una madre insegnante, il futuro regista dimostrò fin da bambino un'attitudine per la recitazione: a sette anni organizzava piccole scenette familiari con la sorellastra, a dodici adattò a suo modo Shakespeare e Ibsen.
Dopo aver brillantemente frequentato il ginnasio a Kassel, città in cui la famiglia si era trasferita nel 1892, cominciò a studiare filologia alla Friedrich-Wilhelms-Universität di Berlino e Storia dell'arte e letteratura all'Università di Heidelberg. Qui, durante una rappresentazione nel teatro della cittadina tedesca, venne notato dal celebre regista Max Reinhardt che gli permise l'accesso alla Max-Reinhardt-Schauspielschule e lo invitò ad accompagnarlo in tournée come attore e come assistente di regia. Il giovane abbandonò così gli studi per intraprendere la carriera da attore e regista. Risale a questo periodo l'adozione dello pseudonimo di Murnau, pare dovuto al ricordo di un'avventura romantica vissuta nella cittadina bavarese di Murnau am Staffelsee. Ma oltre all'aspetto artistico, la scelta del nome d'arte rappresentò anche segnale di rottura con i genitori, i quali non volevano accettare né la sua omosessualità, né la sua aspirazione a una carriera di attore e regista.
Alla sua cerchia di amici dell'epoca appartenevano tra gli altri la poetessa Else Lasker-Schüler e i pittori espressionisti del gruppo Der blaue Reiter.

### Prima guerra mondiale
Murnau partecipò alla prima guerra mondiale inizialmente come tenente del 1º Reggimento Fanteria e dal 1917 come pilota, fino a quando atterrò - intenzionalmente o per un errore di navigazione - sul territorio della Svizzera neutrale. Qui fu internato ad Andermatt, ma poté comunque lavorare al teatro di Lucerna dopo essersi aggiudicato un concorso per la rappresentazione teatrale della commedia patriottica Marignano. Come per molti della sua generazione, anche per Murnau gli eventi di guerra furono molto dolorosi: il suo compagno di allora, Hans Ehrenbaum-Degele, cadde sul fronte russo. In alcuni suoi film - come ad esempio Nosferatu il vampiro - parte della critica intravede riferimenti al periodo bellico vissuto.

### Gli esordi
Terminata la guerra, nel 1919 Murnau tornò a Berlino dove, per conto del suo amico e noto attore tedesco dell'epoca Ernst Hofmann, diresse i suoi primi due film, Il ragazzo in blu, ispirato all'omonimo dipinto di Thomas Gainsborough e oggi andato perso come molti altri dei suoi film, e Satana, di cui invece sono rimaste delle illustrazioni e un frammento di tre minuti in un archivio cinematografico spagnolo. Con il film Il gobbo e la ballerina (1920) cominciò una fruttuosa collaborazione con lo scrittore Carl Mayer, che scrisse in seguito le sceneggiature per altri sei film del regista.
Altri artisti con cui Murnau amava collaborare erano la sceneggiatrice Thea von Harbou, il cameraman Carl Hoffmann e l'attore Conrad Veidt. In seguito girò altri film, persi come i precedenti: La testa di Giano (1920), Sera... notte... mattino (1920), Nostalgia (1921). Sopravvivono in copie monche senza sottotitoli: Il cammino della notte (1921) e Il castello di Vogelod (1922).

#### Nosferatu il vampiro
Nel 1922 diresse quello che è considerato un suo capolavoro assoluto, Nosferatu il vampiro, ispirato liberamente al romanzo Dracula (1897) di Bram Stoker, con Max Schreck nel ruolo del protagonista. Murnau dovette modificare il titolo, i nomi dei personaggi (il conte Dracula diventa il conte Orlok) e i luoghi (dalla Transilvania ai Carpazi) per problemi legati ai diritti legali dell'opera. Il regista fu comunque denunciato dagli eredi di Stoker per violazione del copyright e perse la causa. Gli fu quindi ordinato di distruggere tutte le copie della pellicola, ma fortunatamente una copia "clandestina" fu salvata dallo stesso Murnau. Nel 1979 Werner Herzog ne trasse ispirazione per un remake, Nosferatu, il principe della notte, con Klaus Kinski.

### Il grande successo in Germania
Il successo gli permise di firmare un contratto vantaggioso con la Ufa, per la quale girò il primo film nel 1924, L'ultima risata, scritto da Mayer e interpretato da Emil Jannings, che impersona un riverito portiere d'albergo che viene degradato e confinato a sorvegliare i gabinetti. Nelle riprese di questo film, Murnau e il cameraman Karl Freund utilizzarono la cosiddetta "macchina da presa volante", liberandola dalla staticità, che permise loro nuove tecniche di montaggio e di racconto (ad esempio, per seguire il fumo di una sigaretta, Freund legò la macchina da presa con una cinghia a una scala antincendio e muoveva quest'ultima). Inoltre in questo film Murnau introdusse la "macchina da presa soggettiva", vale a dire una rappresentazione degli eventi con gli occhi dell'attore. La capacità di Murnau di raccontare una storia con mezzi puramente cinematografici si evidenzia anche nel fatto che egli poté rinunciare quasi totalmente alle didascalie, cosa piuttosto inusuale per un film muto.
La serie di film girati in Germania terminò nel 1926 con Tartufo, ispirato all'omonima pièce di Molière, e con Faust.

### Hollywood

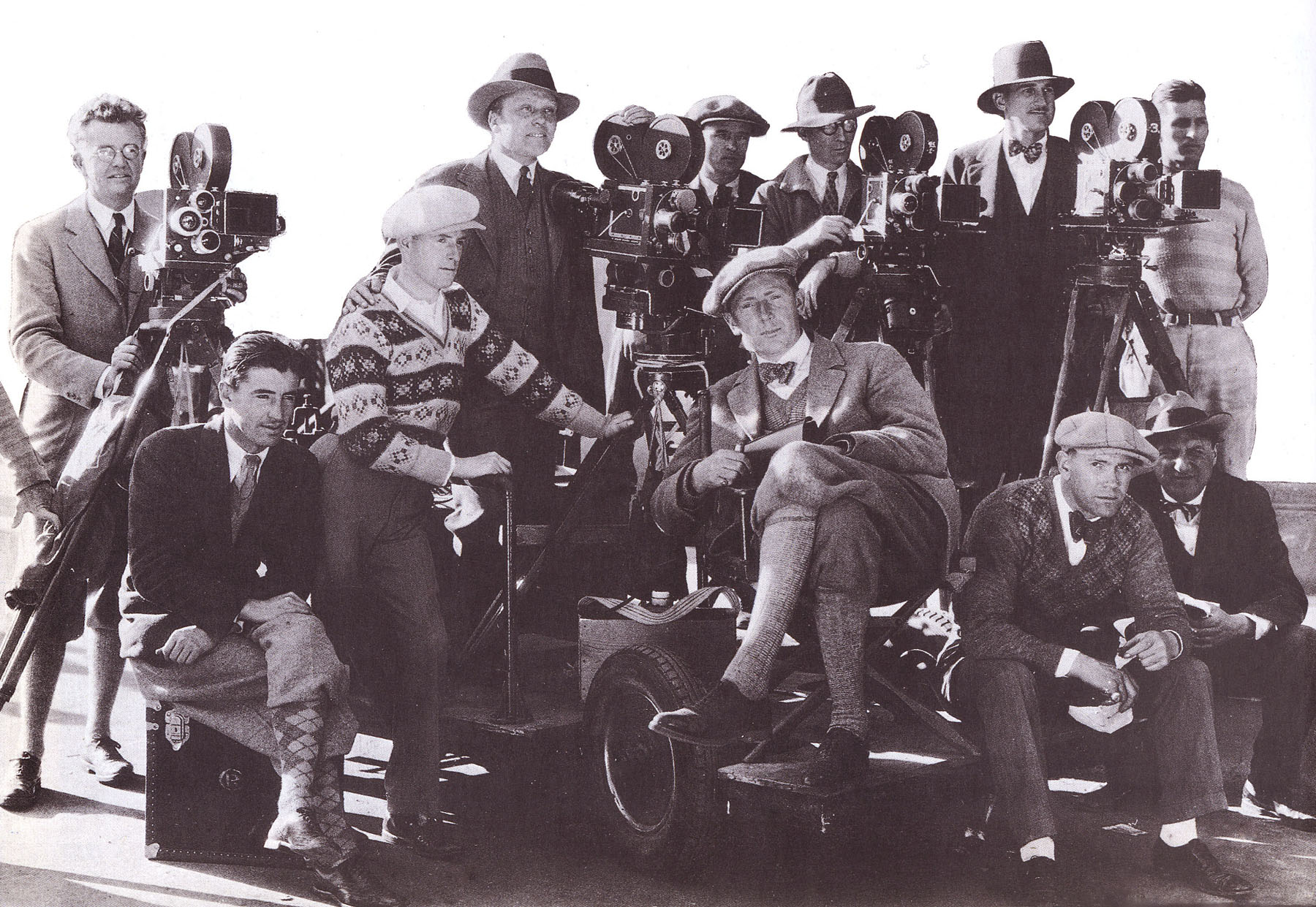
Murnau durante la riprese di Aurora

I suoi successi in Germania, in particolare la versione americana del suo L'ultima risata (1925), attirarono l'attenzione di Hollywood. Murnau, dopo il Faust, ricevette un'offerta dal produttore americano William Fox, che gli garantì piena libertà artistica. Il suo primo film statunitense fu Aurora, basato sul racconto Die Reise nach Tilsit di Hermann Sudermann, che alla prima cerimonia di premiazione del 1929 gli valse quattro candidature e tre premi Oscar nelle categorie "Miglior produzione artistica" (una sottocategoria di "Miglior film" presentata solo nella prima edizione), "Miglior fotografia" (a Charles Rosher e Karl Struss) e "Miglior attrice" (a Janet Gaynor), ma che tuttavia non realizzò le aspettative di incasso previste, per cui nella realizzazione dei successivi film l'ingerenza della società di produzione fu maggiore.
Le due pellicole successive, I quattro diavoli (1928), del quale oggi non esiste più nessuna copia, e Il nostro pane quotidiano (1930), furono modificate per adattarle alla nuova tecnologia dell'era del sonoro, ma anch'esse non ottennero il successo sperato.

### Gli ultimi lavori
Deluso dai vincoli di Hollywood, nel 1929 Murnau rescisse il contratto con la Fox. Dopo un infruttuoso tentativo di tornare a lavorare a Berlino con la UFA, con la ferma volontà di realizzare dei film esclusivamente secondo le sue idee, si comperò uno yacht e, insieme con il noto regista di documentari Robert J. Flaherty, si recò in Polinesia, a Bora Bora, per girare quello che sarebbe stato il suo ultimo film, Tabù (1931). Durante le riprese sorsero difficoltà con la ditta che finanziava i costi di ripresa, e alla fine Murnau e Flaherty si separarono per alcune dispute artistiche, in quanto quest'ultimo aveva ambizioni più documentaristiche, così che il regista tedesco terminò il film da solo e a proprie spese. Girato a Bora Bora esclusivamente con attori dilettanti locali, il film divenne il capostipite di uno stile al confine tra il documentario e melodramma. La distribuzione della pellicola, per il cui finanziamento Murnau aveva utilizzato i suoi interi risparmi arrivando anche a indebitarsi pesantemente, fu assunta dalla Paramount, che era rimasta talmente impressionata dal film da offrirgli un contratto decennale. Il film venne censurato negli Stati Uniti per la presenza di donne native polinesiane a seno scoperto.

### Morte

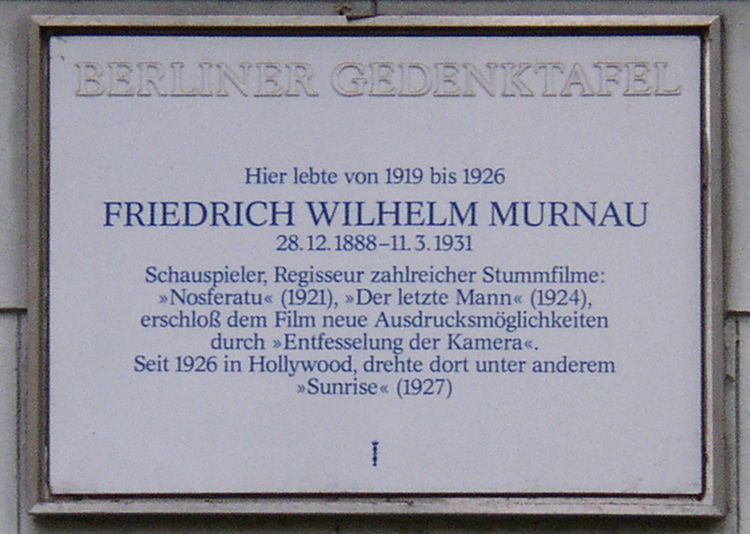
Targa commemorativa a Berlino nella casa dove il regista abitò dal 1919 al 1926

La prima del film fu il 1º agosto 1931, ma Murnau non poté assistervi in quanto era già morto. L'11 marzo 1931, poco prima di una tournée promozionale in Europa, il filippino Garcia Stevenson, suo valletto e amante, perse il controllo dell'auto sul lungomare a sud-est di Santa Barbara e si scontrò frontalmente con un camion. Secondo quanto racconta K. Anger nel libro Hollywood Babilonia, 1965, Murnau stava praticando un rapporto orale al valletto 14enne e morì poche ore dopo per le ferite riportate. Secondo la tradizione hollywoodiana la veglia funebre fu allestita nel funeral saloon. Il 19 marzo solo undici persone si ritrovarono per dare l'addio al grande regista. Il suo corpo fu poi trasferito in Germania e sepolto nel Cimitero Ovest di Stahnsdorf, presso Berlino. L'orazione funebre fu tenuta da Carl Mayer e da un altro celebre regista tedesco protagonista del movimento espressionista, Fritz Lang, mentre tra i partecipanti vi furono Robert J. Flaherty, Emil Jannings, Georg Wilhelm Pabst, Erich Pommer e Greta Garbo. L'attrice svedese, che nutriva per quel cineasta una sincera ammirazione, fece fare un calco in gesso del volto del defunto e, fino a che visse in California, lo tenne in bella vista nella sua abitazione.
La lapide fu realizzata da Karl Ludwig Manzel. La tomba d'onore si trova nel blocco Schöneberg, campo 3a, posto 5.
Nella notte del 15 luglio 2015 ignoti tombaroli forzarono la cappella di famiglia e rubarono il teschio del regista. L'attore Gerd J. Pohl offrì una ricompensa per riaverla, ma la testa non è stata ancora riconsegnata.

## Lo stile di Murnau

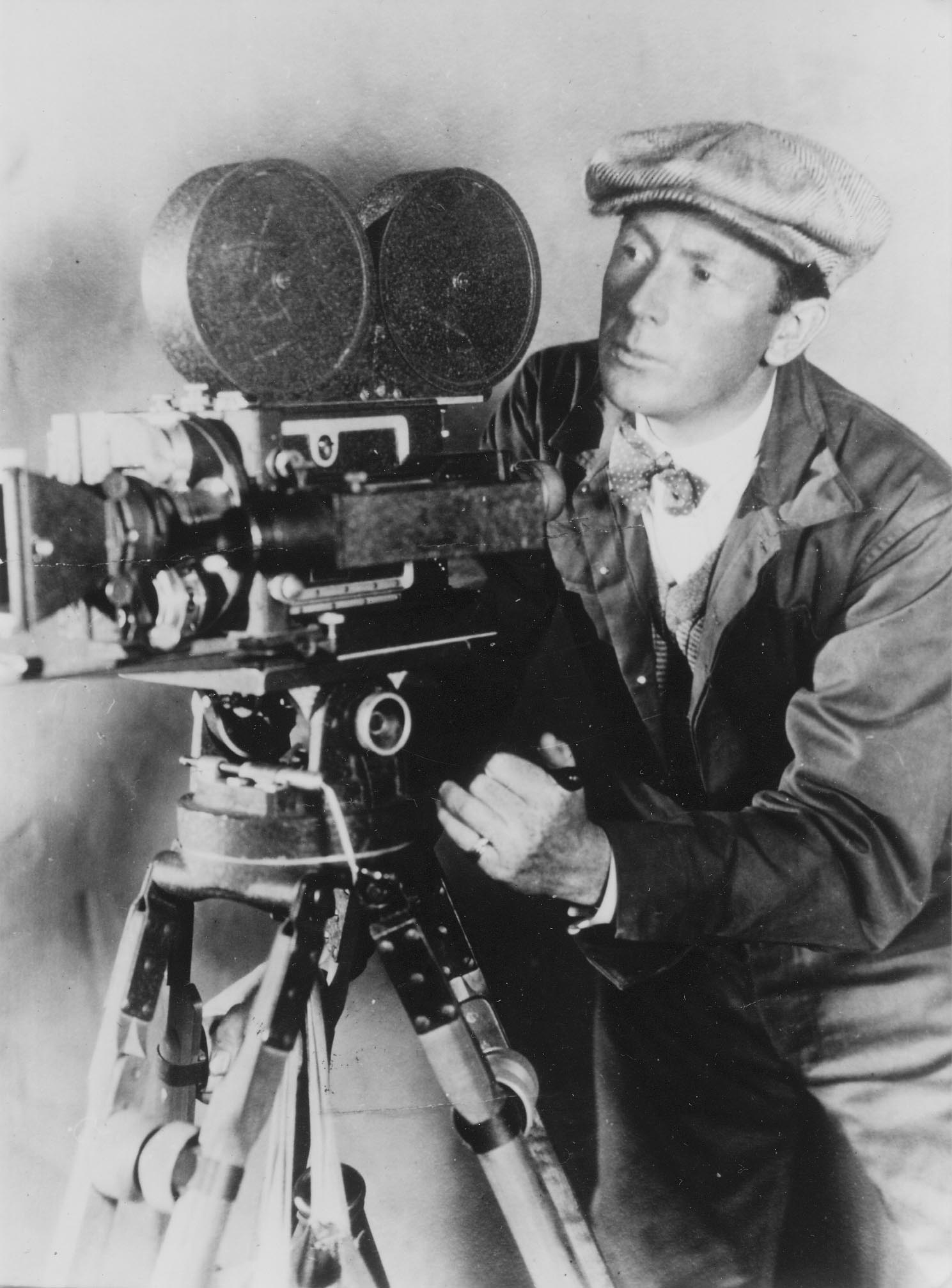
Murnau alla macchina da presa (1920)

Murnau fu una personalità poliedrica e trasversale, che difficilmente e solo a costo di forzature si inquadra in un unico stile o movimento cinematografico.
La sua produzione tedesca può essere considerata come il punto intermedio fra due delle correnti più importanti dell'epoca, ovvero il cinema espressionista e il Kammerspiel. Dall'espressionismo Murnau trasse l'interesse per le storie cupe e soprannaturali, con componenti distorte e allucinatorie. L'agilità estrema della cinepresa e l'uso particolareggiato del primo piano fanno invece parte dello stile Kammerspiel.
Ma la caratteristica più peculiare del suo cinema è l'uso costante e continuo dell'inquadratura soggettiva, che segue però il punto di vista della cinepresa. In Nosferatu per esempio la cinepresa appare quasi attratta e spaventata dal mostro, seguendolo con movimenti lentissimi e sottolineando il suo carattere soprannaturale (il muoversi senza camminare, il fuori campo come pauroso regno dell'ombra, ecc.). In questo film si notano alcune incongruenze con l'espressionismo classico di Robert Wiene: le riprese sono anche in esterno, girate con grande profondità di campo, che va ben oltre le inquadrature chiuse su sé stesse de Il gabinetto del dottor Caligari.
L'ultima risata (Der letzte Mann, cioè "l'ultimo uomo", mentre in italiano il film prende questo titolo) è un esempio estremo della disincantata analisi "da vicinissimo" del Kammerspiel, con la storia di un anziano portiere d'albergo che a causa della sua età viene degradato al lavoro più umiliante di guardiano della toilette. La perdita del ruolo e di identità diventa così una metafora della Germania sul lastrico dopo la prima guerra mondiale. Lo stile è basato sull'uso della soggettiva, con deformazioni e distorsioni ottenute con particolari obiettivi che riescono a rendere anche il più familiare dei paesaggi come qualcosa di incerto, schiacciante, pauroso. Inoltre l'uso frequente e combinato di panoramiche, carrelli, riprese dall'alto, piani incrociati, ecc., crea un vero e proprio turbine visivo, che crea per la prima volta un "cinema dello sguardo", sviluppato poi dal Neorealismo e dalla Nouvelle Vague: in questo tipo di cinema la cinepresa è come un animale del set, che si muove autonomo e curioso fra i personaggi come per capire cosa succede.
In Aurora (1927) creò un dramma esistenziale tra due esseri umani, sottolineato dall'uso intenso della cinepresa e dai contrasti simbolici creati dalla sovrimpressione. Anche in Tabù (1931) la cinepresa si muove in maniera articolata e complessa, per raccontare una storia di amore e morte.

## Filmografia

### Regista
Filmografia completa:
- Il ragazzo in blu (Der Knabe in Blau) (1919) - perduto
- Satana (Satanas) (1919–1920) - perduto
- Nostalgia (Sehnsucht) (1920) - perduto
- Il gobbo e la ballerina (Der Bucklige und die Tänzerin) (1920) - perduto
- La testa di Giano (Der Januskopf) (1920) - perduto
- Sera... notte... mattino (Abend - Nacht - Morgen) (1920) - perduto
- Il cammino della notte (Der Gang in die Nacht) (1921)
- Marizza, detta la signora dei contrabbandieri (Marizza, genannt die Schmugglermadonna) (1920) - perduto
- Il castello di Vogelod (Schloß Vogelöd) (1921)
- Nosferatu il vampiro (Nosferatu, eine Symphonie des Grauens) (1922)
- La terra che brucia (Der brennende Acker) (1922)
- Fantasma (Phantom) (1922)
- L'espulsione (Die Austreibung) (1923) - perduto
- Finanze del granduca (Die Finanzen des Großherzogs) (1924)
- L'ultima risata (Der letzte Mann) (1924)
- Tartufo (Herr Tartüff) (1925)
- Faust (1926)
- Aurora (Sunrise: A Song of Two Humans) (1927)
- I quattro diavoli (4 Devils) (1928) - perduto
- Il nostro pane quotidiano (City Girl) (1930)
- Tabù (Tabu) (1931)

### Sceneggiatore
- Komödie des Herzens, regia di Rochus Gliese (1924)
- Tabù (Tabu) (1931)